# 아베 피에르
아베 피에르(프랑스어: Abbé Pierre, 속명 앙리 마리 조제프 그루에(Henri Marie Joseph Grouès), 1912년 8월 5일 ~ 2007년 1월 22일 )는 카푸친 작은형제회 소속 로마 가톨릭교회 사제이다. 제2차 세계대전 중에는 레지스탕스로 활동하며 대중 공화주의자 운동(프랑스어: Mouvement Républicain Populaire, MRP)에 참여하였고, 전후에는 빈민과 노숙자를 위한 엠마우스 운동을 전개하였다. 이름 앞에 붙은 아베(Abbé)는 프랑스어로 아버지를 뜻하며 프랑스어권에서 신부를 가리키는 칭호로 사용된다.
아베 피에르는 여러 차례 프랑스인이 가장 선호하는 인물로 선정되었다.

## 성장기
그루에는 1912년 8월 5일 프랑스 리옹에서 비단 무역에 종사하는 부유한 가톨릭 집안에서 태어났다. 8 남매 가운데 다섯째였던 그는 리옹 인근의 이리니에서 어린 시절을 보냈다. 12세에 아버지와 함께 빈민을 구제하는 수도회를 처음으로 방문하였다. 프랑스 보이스카우트의 단원이었던 그루에는 16세가 되는 1928년 수도회에 들어가기로 결심하였고, 1931년 카푸친 작은형제회의 수사가 되었다.

## 2차 대전
1939년 제2차 세계대전이 일어나자 피에르는 철도수송대의 부사관으로 배속되었다. 아베 피에르는 자서전에서 나치가 벌인 1942년 7월 유대인 대검거 기간 동안 비점령지역으로 유대인들이 탈출할 수 있도록 도왔다고 한다. 피에르라는 이름은 레지스탕스 활동을 하면서 사용한 여러 가명 가운데 하나였다. 그는 프랑스의 유대인들이 스위스로 탈출하는 것을 도왔으며, 1942년에는 샤를 드 골의 형인 자크 드 골 부부의 탈출도 도왔다.
아베 피에르는 프랑스 남동부 산악 지대인 샤트뢰즈 산맥과 베르코르 산맥 지대의 마키(maquis, 농촌 지역에서 활동하던 레지스탕스 부대)에 가담하여 지도자가 되었다. 피에르 라발의 비시 정부가 나치에 협조하여 강제 노역을 실시하자, 아베 피에르는 사람들의 도피를 도왔다.
아베 피에르는 1944년 피레네자틀랑티크주의 캄보레바인에서 나치 경찰에게 붙잡혔으나 큰 탈 없이 방면되었고, 재빨리 스페인으로 탈출하여 지브롤터를 건너 알제리에 있는 자유프랑스군에 합류하였다. 아베 피에르는 프랑스 해군의 군종이 되어 카사블랑카를 거점으로 하는 프랑스 전함 장 바트 호에서 복무하였으며, 그의 활동은 프랑스 레지스탕스의 중요한 상징이되었다.
전후, 아베 피에르는 크로아 드 게(Croix de guerre, 십자무공훈장) 동장과 레지스탕스 메달을 수여 받았다.

## 정치 활동
전후 아베 피에르는 샤를 드 골의 자문위원이 되었으며, 프랑스 국민의회 총선에서 파리 대주교의 승인을 얻어 기독교민주주의 경향의 대중 공화주의자 운동을 지지하는 무소속 후보로 뫼르트에모젤주에 출마하여 당선되었다. 1946년에는 대중 공화주의자 운동의 당원으로서 재선되었다. 이 시기에 아베 피에르는 알베르 카뮈, 앙드레 지드 등과 함께 네셔널리즘에 대한 반대를 나타내기 위해 미국 대사관 앞에서 여권을 찢은 게리 데이비스를 지지하는 모임을 만들기도 하였다.
국회의원으로서 활동하는 동안 아베 피에르는 로마 교황청이 껄끄러워하던 예수회 소속 철학자 피에르 테야르 드 샤르댕, 러시아 출신의 실존주의 철학자 니콜라이 베르댜예프 등과 교류하였고, 비핵화 운동을 위해 알베르트 아인슈타인을 만나기도 하였다.
아베 피에르는 프랑스가 베트남을 상대로 벌인 제1차 인도차이나 전쟁을 반대하였으나 당내에서 그의 의견이 받아들여지지는 않았다.

## 엠마우스 운동
1949년 시작된 엠마우스 운동은 루가복음 24장에 나오는 이스라엘의 마을 엠마오에서 따온 것이다. 엠마오 사람들은 부활한 예수를 알아보지 못하고도 환대하여 저녁을 대접하였다. 아베 피에르는 엠마우스 운동을 통하여 빈민과 노숙자를 지원하는 활동을 시작하였다. 1950년 파리 인근의 뇌이유플라이상스에서 엠마우스 운동의 첫 모임이 만들어졌다.
1954년 겨울 한파가 닥치자 파리에서 노숙자가 죽는 일이 속출하였다. 1954년 2월 1일 아베 피에르는 라디오 룩셈부르크에서 훗날 널리 알려지게 된 연설을 하였다.
친구들이여, 도와주십시오. 오늘 새벽 3시에 세바스토폴 대로의 인도에서 한 여인이 얼어 죽었습니다. 손에는 전날 발급되어 그녀를 노숙인으로 만든 퇴거 명령서를 쥐고 있었습니다. 매일 밤 2천 명이 넘는 사람이 헐벗은 채 굶주리며 추위에 떨고 있습니다. 이 끔직한 일에 맞서기엔 숙소가 충분하지 않습니다.
지난 세 시간 동안 저는 급하게 두 곳의 지원 센터를 만들었습니다. 하나는 몽타뉴 상트 제네비에브의 판테온 아래에 있습니다. 다른 하나는 쿠르브부아에 있습니다. 그곳은 이미 넘쳐나고 있지만 저는 어쨌건 개방하여 두라고 말하였습니다. 오늘밤 우리는 프랑스의 도시에, 파리의 곳곳 어두운 골목 등불 아래마다 우애 지원 센터의 이름으로 플랭카드를 걸어두어야 합니다. "여기에 침대와 담요 그리고 수프가 있습니다. 누구든 필요하면 먹고 쓰세요" 하고요. …… 오늘 밤에 아스팔트 위나 처마 밑에서 밤을 보내는 사람은 아무도 없어야 합니다. 감사합니다.

다음 날 언론은 “온정이 일어나다”라는 제목의 기사를 내보냈다. 찰리 채플린이 내 놓은 2백만 프랑을 비롯하여 5백만 프랑의 성금이 모였다. 엠마우스 운동 본부에는 격려 전화와 편지가 쇄도하였고 몇 주에 걸쳐 프랑스 전역에서 자원봉사자 신청이 줄을 이었다.

1981년 프랑스 대통령 선거에서 사회당의 프랑수아 미테랑이 선출된 뒤, 아베 피에르는 로랑 파비우스 총리가 추진한 기초수입 보장제도를 지지하였다. 같은 해 그는 프랑스 솨르(France-Soir, 석간 프랑스)와 함께 빈민 지원을 위한 6백만 프랑의 모금과 200톤 가량의 물품을 모집하였다.
1990년 걸프전이 일어나자 아베 피에르는 미테랑에게 프랑스의 참전을 거부할 것을 탄원하였면서 자신을 유엔난민기구에 파견해 줄 것을 요청하였다. 그 외에도 아베 피에르는 이스라엘과 팔레스타인의 평화 구축을 촉구하였다.

## 교회 내의 위치
아베 피에르는 적극적인 사회 활동으로 인해 종종 좌경화되었다는 비난을 받았으며, 프랑스 가톨릭 교회와 로마교황청으로부터 “오만함을 주의하라”는 지적을 받았다.

## 사망
아베 피에르는 2007년 1월 27일 발드그라스 군사병원에서 폐렴 악화로 사망하였다. 향년 94세였다.

## 주해
1. ↑  루가복음 24장, 공동번역